# Craugastor tarahumaraensis
Craugastor tarahumaraensis es una especie de anfibio anuro de la familia Craugastoridae.

## Distribución geográfica
Esta especie es endémica de México. Habita en las montañas Tarahumara y en la Sierra Madre Occidental en los estados de Sonora, Chihuahua, Durango y Jalisco, a una altitud de 2400 m.

## Etimología
El nombre de su especie, compuesto de tarahumara y el sufijo latín -ensis, significa "que vive, que habita", y le fue dado en referencia al lugar de su descubrimiento.

## Publicación original
- Taylor, 1940 : A new frog from the Tarahumara Mountains of Mexico. Copeia, vol. 1940, n.º 4, p. 250-253.[5]